# Gerjesztett forgalom
Gerjesztett forgalomnak (angolul: Generated Traffic) nevezzük azt a jelenséget, amikor a javuló közlekedésből eredően megnövekszik a forgalom. A jelenségre először akkor figyeltek fel a közlekedési szakemberek, amikor egy új út megépítése, vagy egy jelenlegi kiszélesítése által nem sikerült megszüntetni a fennálló problémát, azaz a forgalmi dugókat. A gerjesztett forgalom leginkább az egyéni gépjárműhasználat növekedését eredményezi, más közlekedési módok (gyalogos, közösségi, kerékpáros) kárára.

## Gerjesztett forgalomról
A generált forgalom magába foglalja az indukált forgalmat, mely a járműutazások számának és hosszának növekedését jelenti, az elterelt forgalmat nem beleértve.
Legkorábban Hollandiában és Dániában ismerték fel ezt a törvényszerűséget, és kezdték el ennek ismeretében újragondolni a városi és elővárosi közlekedés tervezését. A legjobban az alábbi idézettel lehet leírni a folyamatot:
"A közlekedés tervezői a forgalmat gyakran folyadékáramláshoz hasonlítják, feltételezve, hogy az útrendszeren is bizonyos mennyiségű
járműnek kell áthaladnia, hasonlóan a csőhálózaton átfolyó vízhez. A városi közlekedés azonban sok esetben inkább gázhoz hasonlítható,
ami kiterjedve betölti a rendelkezésre álló teret."
A Ferenciek tere kiválóan alkalmas a folyamat bemutatására:

Tulajdonképpen a növekvő járműforgalom a gazdasági törvények logikája mentén működik, miszerint azonos körülmények között a javak fogyasztása általában növekszik, ha csökken az áruk. A közlekedésbe átültetve ez azt jelenti, ha csökkennek a torlódások, akkor a közlekedés általános költsége is csökken, ezáltal további járműhasználatra ösztönöz.
A generált forgalomnak három hatása van, amit forgalom- és projekttervezéskor figyelembe kell venni:
1. Kisebbíti a torlódás csökkentésének azt az előnyét, amely az út megnövekedett kapacitásából ered.
2. Gyakran növeli a külső költségeket, ilyenek (a torlódáson kívül) a parkolási igény, a ki nem egyenlített baleseti károk és a környezetet károsító hatás. Ez az indukált forgalomra különösen érvényes.
3. Mivel ez a generált forgalom kevésbé értékes utazásokból áll (a járműhasználó fogyasztók legtöbbször elhalasztják vagy lemondanak utazásukról, ha növekednek a költségek), a fogyasztóknak a generált forgalomból eredő haszna csekély.
A fentiekben leírtak nem azt jelentik, hogy az úthálózat kapacitásnövelése nem hozhat hasznot, de a generált forgalommal mint jelenséggel minden projekt tervezésekor számolni kell.

## Negatív hatása
Mivel az új vagy kiszélesített utak nem minden esetben hozzák meg a kívánt eredményt, azaz a forgalmi dugók megszűnését, a probléma hosszútávon megmaradhat. Ezzel együtt az életminőséget erősen negatív irányba indítja el, hiszen a városokban amúgy is kevés közterületből vesz el fontos területeket az ott dugóban álló vagy parkoló gépjárművek miatt. A külvárosokban is rontja az életminőséget, ám mivel ott több a köz- illetve zöldterület, így ezek rovására, mely folyamat ha elindul, megszünteti az az agglomeráció előnyeit, és előidézheti a városokba való visszaáramlást.

## Ázsiai vonatkozásai
Legjobban ez a folyamat olyan ázsiai országokban figyelhető meg (pl. Kína, Vietnam), ahol gyorsan kezdett el nőni a gazdaság, és az ugrásszerűen megnövő tehetősebb rétegek számára elérhető árucikké vált a gépjármű. Ezáltal a hirtelen keletkezett forgalmi dugókat a szokásos módon a kerékpáros és gyalogos közlekedés kárára kezdték el kezelni. A folyamat a gyors gazdasági növekedés és a nagy népsűrűség következtében bizonyos városokban (pl. Peking) sokkal rövidebb idő alatt zajlott le, mint a világ más pontjain. Míg az 1980-as években Peking lakosságának 80%-a használta rendszeresen közlekedésre a kerékpárját, addig ez a szám 2010-re 20% alá csökkent. Ezzel együtt azonban a szokásos negatív hatások már érződtek, és így át kellett gondolni a fejlődés valódi irányát. A városvezetés újragondolva a közlekedési fejlesztéseket, a közösségi közlekedés gyors fejlesztésébe kezdett, és az autóhasználat észszerűsítésére törekedett. Ezért a gépjárműforgalom miatt korábban megszüntetett kerékpárutakat visszaállították az eredeti formájukban, több helyen (főleg nagy csomópontokban és állomásokon) biztonságos, őrzött biciklitárolókat létesítettek, és a gépjárművek behajtását is szabályozták. Elképzeléseik szerint 2015-re 23% fogja használni a kerékpárt (ami szembetűnően kevesebb, mint 35 évvel korábban), 45% a tömegközlekedést, és csupán 22% az autót (számolnak még 8% taxival is).

## A KÖZ szerepe a változásokban
Számos országban a városban lakó emberek kezdték el legkorábban felismerni életszínvonaluk csökkenését, mert itt fogytak el leginkább a közterületek az autóhasználat térhódítása miatt (útszélesítések, parkolók). Erre két reakció volt megfigyelhető:
- kiköltözés a városszéli kevésbé lakott zöld területekre, mellyel tulajdonképpen tovább generálták a forgalmat, előidézve a városszétfolyás jelenségét
- ahol az előbbi a nagy népsűrűség miatt már nem volt megvalósítható (pl. Hollandia), vagy már olyannyira túlszaladt a városból való kiáramlás, hogy az agglomerációban lévő kedvező életfeltételek is megszűntek (zöld területek, kisebb népsűrűség), így visszájára fordította a folyamatokat. Egyre többen kezdték el felismerni a helyzet tarthatatlanságát, ezért több országban is megfigyelhető volt az olyan tömegmozgalmak megszületése, amelyek egy élhetőbb és fenntarthatóbb fejlődésért való szerepvállalást sürgetnek. A legelső példa Hollandiában volt, amikor is az első olajválság hatására az emberek észszerűsíteni próbálták a közlekedésüket, és ezért kiálltak a kerékpározásért mint a legolcsóbb közlekedési formáért. Magyarországon (Budapesten) ez 2004-től tapasztalható leginkább, amikor megrendezték az első Critical Mass kerékpáros felvonulást az Európai Autómentes napon.

## Felelős várostervezés
Tulajdonképpen felelős városvezetőkről csupán a generált forgalom mint jelenség felismerése óta beszélhetünk, hiszen előtte általánosan elfogadott fejlődési irány volt az útfelületek növelése és kiszélesítése a közlekedési torlódások megoldása végett. Így azokban az országokban, melyek elsőként járták be a fejlődés ezen irányait, kevésbé beszélhetünk a politikusok felelősségéről. Ám az azóta eltelt időszakban számos tanulmány és felmérés készült, amely a generált forgalom hatásával foglalkozik. A 2004-ben készült A nagyvárosi utcák visszahódítása az emberek számára című könyv (a magyar kiadás 2007 óta elérhető) részletesen taglalja, hogy miként lehetséges megvalósítani egy hosszú távú közlekedési koncepciót, mely szem előtt tartja a fenntartható fejlődést.
Természetesen minden változásnál a legfontosabb a partnerség kialakítása azokkal, akiket érint, és amelynek része a jó kommunikáció. Kimutatták, hogy Budapesten és környékén az emberek 40%-a tulajdonképpen nyitott a kerékpározásra mint közlekedésre, ám ennek a töredéke ül valójában biciklin jelenleg. Legelsőként az ő megnyerésük a fontos, hogy kellő támogatottsága legyen az elindított projektnek. Ezután megfigyelhető, hogy a pozitív változások, melyek kezdetben biztosan némi ellenérzést váltanak ki, a kezdeti időszak elmúltával egyre inkább támogatottságra találnak.